# Pääpohjanjärvi
Pääpohjanjärvi eller Pääpahjanjärvi är en sjö i Finland. Den ligger i kommunen Karstula i landskapet Mellersta Finland, i den centrala delen av landet, 300 km norr om huvudstaden Helsingfors. Pääpohjanjärvi ligger 190 meter över havet. I omgivningarna runt Pääpohjanjärvi växer i huvudsak blandskog. Den är 2,7 meter djup. Arean är 1,77 kvadratkilometer och strandlinjen är 9,48 kilometer lång. Sjön  ingår i Kymmene älvs huvudavrinningsområde. 